# باميلا ريد
باميلا ريد (بالإنجليزية: Pamela Reed)‏ (و. 1949 – م) هي ممثلة، وممثلة مسرحية، وممثلة تلفزيونية، من الولايات المتحدة الأمريكية، ولدت في تاكوما، واشنطن.

## التعليم
تعلمت في جامعة واشنطن.

## وصلات خارجية
- باميلا ريد على موقع IMDb (الإنجليزية)
- باميلا ريد على موقع ألو سيني (الفرنسية)
- باميلا ريد على موقع أول موفي (الإنجليزية)
- باميلا ريد على موقع قاعدة بيانات برودواي على الإنترنت (الإنجليزية)
- باميلا ريد على موقع قاعدة بيانات الأفلام السويدية (السويدية)
- باميلا ريد على موقع إن إن دي بي (الإنجليزية)
- باميلا ريد على موقع قاعدة بيانات الفيلم (الإنجليزية)
- باميلا ريد على موقع كينوبويسك (الروسية)